# گیموم وارموز
گیموم وارموز (انگلیسی: Guillaume Warmuz؛ زادهٔ ۲۲ مهٔ ۱۹۷۰) بازیکن فوتبال اهل فرانسه است.
از باشگاه‌هایی که در آن بازی کرده‌است می‌توان به باشگاه فوتبال بروسیا دورتموند، باشگاه فوتبال آرسنال، باشگاه فوتبال موناکو، باشگاه فوتبال المپیک مارسی، باشگاه فوتبال لن، تیم ملی فوتبال زیر ۲۱ سال فرانسه، مرکز آکادمی فوتبال کلیر فونتین، و مرکز آکادمی فوتبال کلیر فونتین، اشاره کرد.